# Ceratosolen internatus
Ceratosolen internatus is een vliesvleugelig insect uit de familie vijgenwespen (Agaonidae). De wetenschappelijke naam is voor het eerst geldig gepubliceerd in 1978 door Wiebes.